# Billens-Hennens
Billens-Hennens – gmina (fr. commune; niem. Gemeinde) w Szwajcarii, w kantonie Fryburg, w okręgu Glâne. Powstała 1 stycznia 1998 z połączenia gmin Billens oraz Hennens.

## Demografia
W Billens-Hennens mieszka 791 osób. W 2020 roku 17,8% populacji gminy stanowiły osoby urodzone poza Szwajcarią.

## Transport
Przez teren gminy przebiega droga główna nr 156.